# Dionencyrtus fiorentinoi
Dionencyrtus fiorentinoi är en stekelart som beskrevs av De Santis 1985. Dionencyrtus fiorentinoi ingår i släktet Dionencyrtus och familjen sköldlussteklar. Inga underarter finns listade i Catalogue of Life.